# EBSlang
EBSlang은 한국교육방송공사가 운영하는 외국어 교육 전문 사이트로 개설되었으며 2023년 3월 31일자로 서비스가 종료되었다.

## 운영 목적
한국교육방송공사(EBS)는 2000년 6월 창립 이후부터 이행해 오던 외국어 교육 무료서비스의 한계를 극복하고 외국어 사교육에 대응하기 위해 2006년 7월 ‘폴 인 랭귀지(Fall in language)’라는 슬로건으로, 고품질의 어학 콘텐츠를 제공하는 외국어 교육 전문 사이트 ‘EBSlang’을 개설하였다. EBSlang의 운영목적은 한국교육방송공사법에 근거한다.

## 콘텐츠
영어, 일본어, 중국어, 베트남어, 태국어, 아랍어 6개국으로 시작하여, 현재는 총 18개국 어학교육콘텐츠를 제공하고 있다.
2008년 7월 EBSlang의 인지도 제고를 위해 진행한 프로모션의 일환으로, 수강료 환급시스템을 적용한 오프라인 토익목표달성코스 1기를 운영한 결과, 환급시스템이 수업에 더 열중할 수 있게 만들고, 완강할 수 있게 만드는 강력한 동기부여가 된다는 결과를 얻었다. 이에 보다 많은 수강생들에게 동기부여 효과를 확대하고자 온라인에도 환급시스템을 적용한 토익목표달성 강좌를 2009년 1월 오픈하였다.
토익목표달성 강좌를 시작으로, 수강생에게 학습 동기를 부여하고자 환급시스템을 적용하는 모든 강좌들을 ‘목표달성코스’라고 한다. 목표달성코스는 매 강의마다 주어지는 출석, 과제 등의 미션을 수행하면 수강료의 50% 또는 100%를 환급해 준다. 현재 토익목표달성(토목달), 토플목표달성(플목달), 스피킹목표달성(킹목달)뿐만 아니라 중국어, 일본어 등 다양한 과목에도 확대 시행되고 있다.
중·고초학부부터  일반인까지,국어에 관심있는 모든 대한민국 국민을 대상으로 하는. EBSlang은 2012년 12월 교육과학기술부 평생학습계좌제 인증 획득으로, 교육과정 완강 시 수강 인정 및 증명서 발급이 가능해졌다. 이는 보다 큰 학습동기를 부여하며, 추가적으로 학습이력관리까지 할 수 있게 한다.

## 부가 서비스
2006년 7월부터 교육 사각지대의 해소를 목적으로 소년·소녀가장, 생활보호대상자 등 저소득층을 비롯해 장애인, 국가유공자 등을 대상으로 무료수강제도를 시행하고 있다.
2011년 3월에는 스마트폰 시대를 맞이하여 PC버전 사이트의 외국어 교육 콘텐츠를 휴대폰을 통해서도 접속할 수 있도록 ‘모바일 학습 사이트’를 개설하였다.